# Махненко, Артём Владимирович
Артём Владимирович Махненко (род. 2 ноября 1995) — российский спортсмен, стрелок из лука. Бронзовый призер чемпионата Европы в помещении в командных соревнованиях (2017). Победитель этапа кубка мира в командных соревнованиях (2017). Бронзовый призер этапа кубка мира в помещении в личных соревнованиях (2017). Двукратный бронзовый призер Всемирной летней универсиады в командных соревнованиях (2015, 2017). Двукратный победитель первенства Европы в помещении в личных и командных соревнованиях (2015).
Двукратный серебряный (2015, 2017) и трехкратный бронзовый (2014, 2017, 2020) призер чемпионата России в личных соревнованиях. Трехкратный чемпион России (2014, 2019, 2022), серебряный (2023) и двукратный бронзовый (2016, 2018) призер чемпионата России в командных соревнованиях. Чемпион России в помещении (2017), бронзовый призер чемпионата России в помещении (2015) в личных соревнованиях. Двукратный чемпион России в помещении (2011, 2024), четырехкратный серебряный (2016, 2017, 2021, 2023) и двукратный бронзовый (2019, 2022) призер чемпионата России в помещении в командных соревнованиях. Бронзовый призер I Всероссийской спартакиады по летним видам спорта среди сильнейших спортсменов 2022 года в командных соревнованиях.
Мастер спорта России (2012). Мастер спорта России международного класса (2013).